# Wolf-Heinrich von Helldorf
Wolf-Heinrich Graf von Helldorf (Merseburg, 14 oktober 1896 - Berlijn, 15 augustus 1944), was een Duits nationaalsocialistisch politicus. Hij was betrokken bij het Complot van 20 juli 1944.

## Biografie

### Vroege carrière
Wolf-Heinrich Graf von Helldorf was de zoon van ritmeester Ferdinand Graf von Helldorf. Aan het begin van de Eerste Wereldoorlog, in 1914, nam hij als Fahnenjunker (onderofficier) dienst in het Duitse leger. Hij diende in hetzelfde regiment als Joachim von Ribbentrop (12de Regiment der Torgauhuzaren), de latere nationaalsocialistische rijksminister van Buitenlandse Zaken, met wie hij bevriend raakte. In 1915 werd hij bevorderd tot luitenant. Na de Eerste Wereldoorlog (1918) was hij lid van diverse vrijkorpsen, waaronder Freikorps Roßbach. In 1920 nam hij deel aan de rechtse Kapp-putsch tegen de Weimarrepubliek. Toen de putsch mislukte dook hij onder in Italië.
Wolf-Heinrich von Helldorf keerde in 1921 naar Duitsland terug en hield zich bezig met het beheer van zijn riddergoed Wohlmirstedt (tot 1928).
Wolf-Heinrich von Helldorf sloot zich na zijn terugkeer aan bij de nationaalsocialisten, eerst (1924) bij de Nationalsozialistische Freiheitspartei (NSFP, Nationaalsocialistische Vrijheidspartij) in Pruisen, en daarna (1925) bij de Nationaalsocialistische Duitse Arbeiderspartij (NSDAP, Nationaalsocialistische Duitse Arbeiderspartij). Van 1924 tot 1928 en vanaf 1932 was hij nationaalsocialistisch afgevaardigde in de Pruisische Landdag. In 1932 werd hij fractievoorzitter van de NSDAP in de Pruisische Landdag.
In 1932 introduceerde von Helldorf zijn vroegere regimentsgenoot Joachim von Ribbentrop bij de leiding van de NSDAP. Een jaar later werd von Helldorf in de Rijksdag gekozen.

### SA-, SS- en politiefunctionaris
Von Helldorf werd in 1931 lid van de SA (Sturmabteilung), de paramilitaire knokploeg van de NSDAP. Hij was SA-Obergruppenführer en leider van de SA in Berlijn. Op 12 september 1931, ter gelegenheid van het Joods Nieuwjaar (Rosj Hasjana), organiseerde hij met Joseph Goebbels anti-Joodse rellen, waarbij Joodse inwoners van Berlijn werden mishandeld.
In 1933, kort na de machtsovername van Hitler, werd von Helldorf benoemd tot SS-leider van Berlijn-Brandenburg. In maart 1933 volgde zijn benoeming tot hoofdcommissaris van politie van Potsdam. In juli 1935 werd hij benoemd tot hoofdcommissaris van politie van Berlijn.

### Betrokkenheid bij de Rijksdagbrand?
In Joachim von Ribbentrop. Hitler's Diplomat van John Weitz en Brand in het Rijksdaggebouw. Voorwendsel voor de nazi-machtsgreep van B. John Pritchard wordt gesuggereerd dat von Helldorf betrokken is geweest bij de Rijksdagbrand (1933). Volgens Weitz gaf von Helldorf later toe betrokken te zijn geweest bij de brand.

### Antisemiet
Von Helldorf was een groot antisemiet. Hij was voorstander van harde maatregelen tegen de Joodse inwoners van Berlijn. Op 2 juli 1938 noteerde Joseph Goebbels in zijn dagboek: "Helldorf wil in Berlijn een Jodengetto inrichten. De rijke Joden moeten daar zelf voor betalen." Later schreef Goebbels in zijn dagboek dat Helldorf hem een lijst overhandigde hoe men Joden moest behandelen en hoe men zo snel mogelijk kon overgaan tot het verwijderen van Joden uit Berlijn; "rigoureus en veelomvattend" schreef Goebbels.
Ondanks zijn antisemitisme redde Helldorf het leven van Joodse vrienden door het hen toe te staan te emigreren. Geheel belangeloos deed hij dit overigens niet: hij ontving geld van rijke Joden die hij hielp.

### Bankroet
In 1931 moest von Helldorf zijn riddergoed verkopen, niet alleen vanwege de agrarische crisis (als gevolg van de Beurskrach van 1929), maar ook vanwege persoonlijke schulden die hij had opgebouwd als gevolg van zijn levenswandel, hang naar luxe en gokken. Hij had schulden bij diverse mensen, waaronder de Joodse occultist Erik Jan Hanussen (wiens seances hij vaak bijwoonde). Ook als politiepresident bouwde hij schulden op. Om de schulden af te lossen, stal hij geld uit de partijkas van de NSDAP.

### Samenzweerder van het eerste uur
Waarschijnlijk droegen von Helldorfs schulden eraan bij dat zijn carrière aan het einde van de jaren 30 stokte. De ambitieuze von Helldorf bemerkte dat mensen die veel later dan hij waren toegetreden tot de NSDAP (waaronder von Ribbentrop) zich snel hadden opgewerkt tot minister, staatssecretaris of partijfunctionaris. Von Helldorf moest zich tevreden stellen met het presidentschap van de politie van Berlijn. De gekrenkte von Helldorf, die vriendschap had gesloten met zijn plaatsvervanger, Fritz-Dietlof Graf von der Schulenburg, werd door de laatste geïntroduceerd bij ontevreden, hoge Wehrmacht-officieren.
Er zijn aanwijzingen dat von Helldorf zich reeds in 1938 had aangesloten bij het verzet. Niet uit idealistische overwegingen, maar puur uit het feit dat hij - als aartsopportunist - wél die carrière zou kunnen maken die hij zichzelf had toebedacht, onder een ander regime. Hij knoopte contacten aan met de generaals Ludwig Beck en Erwin von Witzleben, die in 1938 van plan waren om via een staatsgreep de macht over te nemen. Tijdens de Blomberg-Fritschaffaire lekte hij geheime documenten naar de militaire oppositie, waaruit bleek dat de generaals Werner von Blomberg en Werner von Fritsch onschuldig waren. Later speelde hij documenten van de SD door aan Hans von Dohnanyi (Abwehr-samenzweerder), o.a. documenten over massaslachtingen door Duitse militairen in Polen. Von Helldorf had ook contacten met Friedrich Fromm en Friedrich Olbricht.
In 1944 sprak hij meerdere malen met kolonel Claus von Stauffenberg. Von Stauffenberg behoorde tot de belangrijkste samenzweerders en het was von Stauffenberg die op 20 juli 1944 de mislukte aanslag op Hitler pleegde.
De belangrijkste samenzweerders stelden von Helldorf op de hoogte van het plan om Hitler om te brengen en speelden met de gedachte om von Helldorf in te zetten om na een aanslag de politie van Berlijn te neutraliseren.

## Dood
Op 20 juli 1944 pleegde kolonel Claus Schenk Graf von Stauffenberg een aanslag op Hitler in Oost-Pruisen. Von Helldorf, die op de hoogte was van de aanslag, kreeg de opdracht om enige aan hem persoonlijk loyale politieagenten achter de hand te houden. In de loop van de ochtend kreeg von Helldorf, die een kantoor had aan de Bendlerstraße (ministerie van Oorlog en het opperbevel van het reserveleger), van een officier die bij het complot betrokken was, enige kaarten overhandigd waarop gebouwen waren gemarkeerd die de politieagenten moesten bezetten. Von Helldorf was kwaad, niet alleen, omdat het verouderde kaarten waren (er waren gebouwen gemarkeerd die niet meer bestonden; zij waren eerder door de Geallieerden gebombardeerd), maar ook, omdat hij vond dat het leger de gebouwen moest bezetten. Wanneer zijn agenten de gebouwen zouden bezetten, zou duidelijk zijn dat hijzelf betrokken was bij het complot. Omdat het niet zeker was dat de aanslag was gelukt, wilde von Helldorf zich (voorlopig) op de achtergrond houden. Later op de dag, toen von Stauffenberg naar de Bendlerstraße was teruggekeerd en von Helldorf begon te twijfelen of de aanslag was gelukt, trok hij zich terug. Kort hierna werd hij opgepakt.
Wolf-Heinrich von Helldorf moest terechtstaan voor het Volksgerichtshof (Volksgerechtshof) dat onder leiding stond van de beruchte rechter Roland Freisler. Von Helldorf werd ter dood veroordeeld en op 15 augustus 1944 werd hij terechtgesteld in de gevangenis Plötzensee.
Bij de nazitop heerste grote woede over het verraad van von Helldorf, vooral bij Himmler en Goebbels, die von Helldorf grote sommen geld hadden geleend. Goebbels had von Helldorf nog niet zo lang voor de aanslag een landgoed van 500 morgen geschonken.

## Carrière
Helldorf bekleedde verschillende rangen in zowel de Sturmabteilung als Polizei. De volgende tabel laat zien dat de bevorderingen niet synchroon liepen.
| Datums             | Deutsche Heer | Sturmabteilung       | Polizei                     | Heer                    |
| ------------------ | ------------- | -------------------- | --------------------------- | ----------------------- |
| 2 september 1914   | Fahnenjunker  | —                    | —                           | —                       |
| 22 maart 1915      | Leutnant      | —                    | —                           | —                       |
| 2 april 1931       | —             | SA-Standartenführer  | —                           | —                       |
| 31 juli 1931       | —             | SA-Oberführer        | —                           | —                       |
| 10 september 193 1 | —             | SA-Gruppenführer     | —                           | —                       |
| 9 november 193 8   | —             | SA-Obergruppenführer | —                           | —                       |
|                    | —             | —                    | Generalleutnant der Polizei | —                       |
| 25 maart 1933      | —             | —                    | Polizeipräsident            | —                       |
| 1942               | —             | —                    | —                           | Rittmeister der Reserve |
| 15 maart 1944      | —             | —                    | General der Polizei         | —                       |

- Berechtigung zum Tragen der Uniform eines Generals der Polizei[2]

## Lidmaatschapsnummer
- NSDAP-nr.: 325 408 (lid geworden 1 augustus 1930[18][19])

## Decoraties
Selectie:
- IJzeren Kruis 1914, 1e Klasse[18][22] en 2e Klasse[18][22]
- Ridderkruis van het Kruis voor Oorlogsverdienste op 10 februari 1944 als Hoofdcommissaris van politie in Berlijn[18][22]
- Kruis voor Oorlogsverdienste, 1e Klasse[18][22] en 2e Klasse[18][22] met Zwaarden
- Gouden Ereteken van de NSDAP op 30 januari 1938[18][22]
- Erekruis voor Frontstrijders in de Wereldoorlog[17] in 1934[18][22]
- Ridderkruis der Tweede Klasse in de Orde van de Witte Valk met Zwaarden[17][22]
- Commandeur der Eerste Klasse in de Saksisch-Ernestijnse Huisorde in 1935[18]